# Филозофија историје
Филозофија историје је филозофска студија људске историје и покушаја њеног биљежења и интерпретације. Термин је сковао француски филозоф Волтер. Историја у већини модерних европских језика има два примарна значења. Прво се односи на временски ограничену прогресију историјских дешавања, дилатирану на скалу цјелокупног човјечанства. Друго се односи на историју као дисциплину или методолошко и систематско истраживање историје, путем које се стиче сазнање о прошлости човјечанства. Та два значења, такође имају своје посљедице у значењу филозофије историје, односно веома је битно која врста значења историје је узета као основа, или била предмет студије у филозофији.
Филозофија историје се, полазећи од првог значења, квалификује као супстантнивна (или спекулативна), чиме се поставља у оквире метафизике. Полазећи од другог значења, квалификује се као критичка (или аналитичка), чиме се може поставити у оквире епистемологије, односно теорије сазнања.
У савременој филозофији развила се разлика између спекулативне филозофије историје и критичке филозофије историје, која се сада назива аналитичком. Први доводи у питање смисао и сврху историјског процеса, док друга проучава основе и импликације историје и историјског метода. Њихови називи су изведени из Ч. Д. Бродове разлике између критичке филозофије и спекулативне филозофије.

## Супстантивна, спекулативна филозофија историје

### Теорије о постојању свеобухватног дизајна историје
Вјеровање да је могуће разоткрити у развоју људске историје, неку општу шему, неку врсту свеобухватног и јединственог дизајна, потиче из далеких времена у прошлости и налази свој израз у различитим облицима и на различитим мјестима. Разлози за њен опстанак и виталност су бројни, али постоје два општа и основна. Први се односи на претпостваку да, ако се идеја о свеобухватном и једниственом дизајну напусти, мора се прихватити поглед по ком се историјски процеси састоје од арбитраних дешавања и арбитрарног развоја кретања, као нека врста нагомилавања случајних историјских инцидената и епизода. Други се односи да, ако се не прихвати да је људска историја у цјелини јасно читљива, на одређени начин се имплицира скептицизам према вриједности људског живота и егзистенције, која чини стожер поноса људске природе.

### Теолошки корјени
Спекуације о значењу историје у првом моменту долазе углавном из теологије. Вјеровање да је у историји могуће трасирати линеарни развој у којем је могуће идентификовати неку врсту божанске мудрости, прије него теорија о цикличном кретању, која је имплицитна учењима из Античке Грчке и Античког Рима, постају основа за студије историје. Данас у Европи и уопште на Западу, многи савремени филозофи сматрају да је супстантивна филозофија историје настала управо у првој епохи хришћанства. Свети Августин у свом дјелу ”Божији град”, се пита: ”Зашто је Римско царство напредовало будући да је било паганско и зашто је пропало када је постало хришћанско?”. Касније у истом дјелу, тврди да Божија награда, али и казна, стижу не само појединце, него цијеле народе и нације, одакле се може наслутити да је сматрао, да је Римско царство заслужено кажњено пропашћу. Развој догађаја у историји се по њему, састоји од рационалног плана који је морално и теолошки јасно читљив. Као вјерник Свети Августин је потпуно увјерен у постојање таквог плана, чак и када такав план није очигледан.

### Спекулације у модерној филозофији
У ери модерне филозофије, Вико и Хердер су такође ишли у потрагу за неком врстом читкости. Такође су вјеровали у један правац и намјену историје на дуже стазе, која се понекад опире или други пут, служи намјерама појединаца. Хегел тврди, да се у историји може раздвојити процес њеног градуалног развоја од људских слобода, чак и у случајевима, када је у том процесу била примјењивана тиранија, робовласништво и патња. Карл Маркс, је такође вјеровао да познаје законе развоја историје, али у његовом случају то су економски закони, преко којих развија своју теорију развоја историје и историјских дешавања. Иако су и у 20. вијеку постојале сличне потраге јединственог значења и смисла цјелокупне историје човјечанства, гдје се истичу Арнолд Тојнби и Освалд Спенглер, такав покушај, наилази на осуду и противаргументе позитивиста и сљедбеника Кантове филозофије, као једна врста неодговорне метафизичке спекулације. Таква осуда наилази касније на снажну подршку неопозитивиста у другој половини 20. вијека, као и неких њихових насљедника, припадника аналитичке традиције. На неки начин, нарочито код позитивиста, ради се о ироничном ставу, пошто експлицитно Огист Комт и имплицитно аналитичари, претпостављају једну врсту вјеровања у стање прогресивног расвијетљења наше историје, које се, по њима, крунише модерном ером и достигнућима у науци.

### Хегелова филозофија историје
Хегелова филозофија историје је вјероватно најдетаљније развијена спекулативна и уопште филозофска теорија историје, у којој се покушава разоткрити њено значење и правац кретања. Хегел види историју као један специфичан и читљив процес достизања и постизања људских слобода. Питање на које такође покушава наћи одговор тиче се коначности човјечанства, коначности у којој ће, по њему, Дух (Geistes, у неким језицима некада се преводи као „ум“, други пут „дух“; у српском уобичајен превод је „дух“) наћи мјесто у свијету. Налази везу између објективне историје и субјективног развоја индивидуалне, интимне свијести („Духа“), теза која чини централну окосницу његове Феноменологије духа (Phänomenologie des Geistes, 1807. године). Сматра да је централни задатак филозофије, разумијевање њеног мјеста у развоју историје. Тврди да је ”историја процес преко којег Дух разоткрива самога себе и смисао свог бивствовања”.

## Критичка и аналитичка филозофија историје
Критичка филозофија историје, или боље речено, епистемологија историје, има корјене с крајем 19. вијека, условљена и тада и касније парадигмама друштвених наука. Они који се налазе у традицији позитивизма, неопозитивизма и постпозитивизма, у складу са идејом јединства свих наука вјерују, да се сазнање о прошлости састоји од објашњења узрока и да су сва таква објашњења, на крају крајева, предмет студије у различитим наукама. По томе, објашњења историјских дешавања долазе од закона, који могу бити социолошке, психолошке, па чак идући у крајност, и биолошке и физичке природе. Супротно таквој врсти редукционизма, сљедбеници Канта тврде да, историја као и друге хуманистичке дисциплине (Geisteswissenschaften), слиједи своје властите законе, које није могуће редуковати, или ограничити. По њима, историја се бави догађајима и њиховим партикуларним развојем, који се не сматрају инстанцама општих закона и њен крајњи циљ је њихово схватање, прије него објашњење. Филозофи као Карл Г. Хемпел и Мортон Вајт су детаљно разрадили своју теорију каузалног објашњења историје, док Колингвуд и Вилијем Дреј описују схватање историјских кретања, као једну специфичну врсту учења на дешавањима из прошлости, или као једну врсту разоткривања њиховог смисла, прије него њихових узрока. Поређења историје са природним наукама, и дебата између редукциониста и антиредукциониста су имала као посљедицу постављање сљедећих питања: 
- Може и треба ли уопште, историја бити објективна без вредновања, како се претпоставља треба да изгледа свака наука?
- Какво је значење чињенице да историчари не перципирају садашње догађаје који их интересују, јер се увијек налазе заокупирани студијама прошлости?
- Да ли су историчари ограничени на своју тачку гледишта и њиховим тренутним мјестом у историји, на непознат начин у другим наукама?

Неки позитивисти су блиски идеји издвајање историје из науке, и њено премјештање у књижевност, наводећи као разлог неспособност историје у постизању објективности и истинских објашњења. Антипозитивисти су супротног мишљења и тврде да је историја легитимни, когнитивни дио нашег сазнања о прошлости.
У нередукционистичкој традицији и као одговор на све учесталији наративни карактер историје, филозофи те традиције подвлаче: схватити уопште дешавања, посебно она из прошлости, подразумијева покушати испричати коерентну историју о њима. Историја, по В. Б. Галију, је једна врста књижевног приповједачког жанра, или једноставно приповијетка.

### Објашњење и схватање историје
Кросе и Колингвуд, у њиховим критикама ранијих теоретичара, износе своје теорије о ономе што они сматрају честим, рекурентним и суштински погрешним схватањем метода и предмета историје: „централна окосница тих теорија тиче се претпоставке да историјска дешавања не могу бити схваћена и објашњена у контексту универзалних закона, који су суштина научних интерпретација у природним наукама.“ Та претпоставка је, по њима суштинска грешка. Колингвуд тврди, да је вријеме да се историја издвоји од стања потчињености природним наукама. Слиједећи тај став, покушава да развије концепт схватања историје, по којем историчар објашњава историјска дешавања као израз размишљања о прошлости преко самосвијести, сматрајући да историчар треба да користи машту свога ума за њихову реконструкцију, прије него покушати приказати догађаје као јединке опште регуларности, односно преко индукције.

### Питање објективности и вредновања у историјским истраживањима
Суштинско питање које се тиче статуса историјских истраживања отвара нови оквир филозофске дискусије. Питање гласи: „Када и на који начин, као и у ком смислу, се може рећи да је историја објективна дисциплина?“ Неки модерни филозофи нагињу према погледу, да цијели проблем око објективности историје не може бити помјерен са мртве тачке. Легитимна питања око објективности, по њима, су на мјесту само када се разматра одређено историјско дјело или студија, јер у том случају постоје прихваћени стандарди, а који се састоје од анализе историјске документације, њене тачности и истинитости, преко чега је могуће ријешити проблем. За друге, насупрот томе, ствари нису тако јасне и сматрају да постоје очигледне разлике у методологији истраживања у поређењу са различитим природним наукама, (биологијом, хемијом, итд). Као контраст истраживањима у природним наукама, истраживачки процес историчара, укључујући начин на који интерпретирају историјске податке, као и принципе аргументације које користе, изгледа субјективно, ограничен културним насљеђем и условљени културолошком и идеолошком опредијељеношћу историчара, те стога изван оквира форме репутабилног научног сазнања.
Тема у вези, која је чест предмет испитивања историјских радова и студија, је учестала присутност вредновања, нарочито морална вредновања историјских дешавања.